# Серов, Сергей Иванович
Серге́й Ива́нович Серо́в (род. 1952) ― советско-российский искусствовед, куратор, дизайнер-график, преподаватель, академик Академии графического дизайна. Генеральный директор Фонда развития и поддержки графического дизайна «Золотая пчела» и президент одноимённой московской международной биеннале.

## Биография
Сергей Серов закончил Московский технический университет связи и информатики (1974) и Институт имени Репина (1986). Кандидат искусствоведения (с 1990). В 1976―1981 и 1987―1999 годы был главным художником программы «Библиотека дизайнера» Всероссийский научно-исследовательский институт технической эстетики. В 1981―1987 ― старший научный сотрудник Московского специального художественно-конструкторского бюро «Эстэл». Главный художник программы «Возвращение забытых имен» Советского Фонда культуры (1986―1991). Редактор-консультант по визуальной рекламе журнала «Реклама. Теория, практика» (1983―1991), главный редактор журналов «Greatis» (1992―1994) и Союз дизайнеров» (1997-1998), арт-директор журнала «Истина и Жизнь» (1995―2009), приглашённый редактор журнала «INTERNI» (2012―2013). 
Организатор и куратор более 100 выставок. Автор 14 монографий и более 500 статей, главным образом в области графического дизайна, переведенных на английский, итальянский, китайский, корейский, немецкий, польский, фарси, французский, чешский, шведский и японский языки.
Генеральный директор Фонда развития и поддержки графического дизайна «Золотая пчела» и президент одноимённой московской международной биеннале. Сергей Серов является членом Ассоциации искусствоведов, Союза дизайнеров России, Союза дизайнеров Украины (почётный член), международных ассоциаций «ITC», «Friends of ICOGRADA», «Alfabugs», «Brno Biennale» (почётный член), Международного графического альянса AGI. Академик Академии графического дизайна (1992―2007 – учёный секретарь, 2007-2011 ― президент, с 2011 ― вице-президент). Представитель России в Международном совете ассоциаций по графическому дизайну ICOGRADA и Координационном комитете международных биеннале IBCC. Член Комиссии при Президенте РФ по Государственным премиям РФ в области литературы и искусства (1996―2002).
Основатель и руководитель Высшей академической школы графического дизайна, автор курса «Проектная концептуалистика» в ней же. Преподавал в Московском художественном училище прикладного искусства (1997―2015), является профессором Московского государственного гуманитарного университета имени М. Шолохова (2012-2014) и Российской академии народного хозяйства и государственной службы при Президенте Российской Федерации (с 2014), заведующий кафедрой графического дизайна и руководитель магистерской программы Арт-диджитал дизайн в Институте Современного Искусства. Выступал с лекциями и мастер-классами.

## Публикации

### Книги
- Мои дизайнеры / Серов Сергей Иванович. — М.: «Линия График», 2002 — 397 С.
- Графика современного знака : сборник статей / Серов Сергей Иванович. — М.: «Линия График», 2005 — 408 С. — ISBN 900395-07-3

### Интервью
- Сергей Серов: «В России дизайна нет, а дизайнеры – есть» // Пражский Телеграф, 07.02.2012
- Михаил Вяткин, Владимир Касютин. «Растапливать мерзлоту» : Наш гость — Сергей Серов, заведующий кафедрой дизайна Российской академии народного хозяйства и государственной службы при Президенте РФ // Журналистика и медиарынок, 2019, №6 — С. 42—48

## Награды и премии
- Первая премия на Московской выставке-конкурсе «Лучший дизайн года»; (1992, в коллективе);
- Специальный диплом на Всероссийской выставке-конкурсе «Дизайн»; (1993, в коллективе);
- Почётный диплом Международной организации «Союз Чернобыль» (1997);
- Национальная премия «Виктория» на Всероссийской выставке-конкурсе «Дизайн» (1998);
- Специальный приз профессионального клуба «Портфелио» (2000);
- Кавалер Золотого почетного знака «Общественное признание» (2001);
- Почётный диплом Совета по общественным наградам Объединенных Наций «За выдающийся вклад в развитие дизайна» (2004);
- «Премия Родченко» (2006);
- Специальный приз на Международной триеннале экологического плаката «4-й Блок» в Харькове (2006, в коллективе);
- Памятная медаль в честь 300-летия русского гражданского шрифта (2008);
- Поощрительная премия на Международной триеннале экологического плаката «4-й Блок» в Харькове (2009, в коллективе).